# Twain Harte (Kalifornija)
Twain Harte je naseljeno područje za statističke svrhe u američkoj saveznoj državi Kalifornija. Prema popisu stanovništva iz 2010. u njemu je živjelo 2.226 stanovnika.